# Cymindis bushirica
Cymindis bushirica es una especie de coleóptero de la familia Carabidae.

## Distribución geográfica
Habita en Afganistán e Irán.